# لي فان شوان
لي فان شوان هو لاعب كرة قدم فيتنامي في مركز الوسط، ولد في 1999 في تانه هوا في فيتنام. لعب مع Hong Linh Ha Tinh FC ‏.